# Song to the Siren
Pistes de Starsailor
"Moulin Rouge" "Jungle Fire"
Song to the Siren est une chanson composée par Tim Buckley, écrite par Larry Beckett et qui fut diffusée pour la première fois avec l'album Starsailor, en 1970.
Song to the Siren fut par la suite reprise par un grand nombre de groupes et musiciens, dont Cocteau Twins pour la session This Mortal Coil, John Frusciante, Robert Plant, Susheela Raman, The Chemical Brothers, The Czars, Brendan Perry de Dead Can Dance, Sinéad O'Connor et Bryan Ferry (sur l'album Olympia paru en 2010), Amenra.